# Jussi Nuorela
Jussi Nuorela (Valkeakoski), 11 de agosto de 1974) é um futebolista finlandês.